# Tingoi Vallis
La Tingoi Vallis è una struttura geologica della superficie di Venere.